# John Wilkinson Taylor
John Wilkinson Taylor (Covington, Kentucky, 2 de setembre de 1906 - Denver, Colorado, 11 de desembre de 2001), va ser un educador estatunidenc. Va ser director general de la UNESCO entre 1952 i 1953.